# Webster (Flórida)
Webster é uma cidade localizada no estado americano da Flórida, no condado de Sumter. Foi incorporada em 1957.

## Geografia
De acordo com o United States Census Bureau, a cidade tem uma área de 3,4 km², onde todos os 3,4 km² estão cobertos por terra.

### Localidades na vizinhança
O diagrama seguinte representa as localidades num raio de 24 km ao redor de Webster.

## Demografia
Segundo o censo nacional de 2010, a sua população é de 785 habitantes e sua densidade populacional é de 227,9 hab/km². Possui 327 residências, que resulta em uma densidade de 94,9 residências/km². É a localidade que, em 10 anos, teve a maior redução populacional do condado de Sumter.